# Практис
Практис (Praktis) е хипермаркет със 7 обекта в България - София, Видин, Стара Загора, Велико Търново, Хасково, Русе, Пловдив. В магазините има стоки за дома и градината, машини и инструменти, обзавеждане и оборудване, строителни материали, включително и автомобилни аксесоари и консумативи.

## Продукти
- Градинска техника, оборудване, мебели, осветление, настилки и други;
- Оборудване и обзавеждане за дома - подови настилки, едра и дребна бяла техника, осветителни тела, сувенири и други;
- Машини, инструменти и предпазни средства;
- Строителни стоки от всякакъв вид;
- Обзавеждане за цялата къща или апартамент;
- Интериорни продукти - плочки, паркет, лепила, тапети, картини, свещници и т.н.;
- Богата гама продукти за банята за цялостен или частичен ремонт, както и декорация;
- Авто и мото оборудване и консумативи;
- Празнична декорация.

### Услуги
- Машини под наем;
- Транспорт до избрано място;
- Машинно тониране на бои и мазилки;
- 3D проектиране на бани и кухни;
- Кредит - вземи сега, плати, когато можеш;
- Монтажни услуги;
- Рязане и кантиране на дървени плоскости;
- Ключарско ателие;
- Обкантване на килими и пътеки;
- Сервизен център.

## Магазини
- София 1 - кв. Хаджи Димитър, ул. "Макгахан" 66 Тел.:02/ 945 38 83
- София 2 - Ботевградско шосе 274 Тел.:02/ 945 60 55; GSM:0899197997
- Видин ул. Цар Александър II - 120, Южна промишлена зона Тел.:094/ 601 541; GSM:0897 942 446
- Стара Загора бул. "Славянски" 24 Тел.:042/ 636 161
- Велико Търново ул.Магистрална 61 Тел.:062/ 622 137
- Хасково бул. "Съединение" 110 Тел.:038/ 590 999
- Русе жк. Дружба I, ул. Стрешер Планина № 59 Тел.:+359 82 599196, +359 82 599197, +359 894198061
- Пловдив бул. България 310 Тел.:032 629 468, 089 682 5195